# Бектурганова, Оразгуль
Оразгу́ль Бектурга́нова (каз. Оразгүл Бектұрғанова, 1919 год, Келесский район, Чимкентская область, РСФСР — ?) — советская колхозница, звеньевая колхоза «Социалистический Казахстан», Герой Социалистического Труда (1948).

## Биография
Родилась в 1919 году в Келесском районе, Чимкентская область (сегодня — Сарыагашский район Южно-Казахстанской области, Казахстан). В 1938 году вступила в колхоз «Социалистический Казахстан» Келесского района Чимкентской области. Первоначально трудилась рядовой колхозницей. В 1940 году была назначена звеньевой хлопководческого звена.
В 1942 году хлопководческое звено Оразгуль Бектургановой собрало по 20 центнеров хлопка. В 1947 году с участка площадью 7 гектаров было собрано по 40 центнеров хлопка. В 1947 году звено собрало с участка площадью 3 гектара по 88 центнеров хлопка и с участка 2 гектара было собрано по 22 центнера хлопка. За этот доблестный труд Оразгуль Бектурганова была удостоена в 1948 году звания Героя Социалистического Труда.

## Награды
- Герой Социалистического Труда (1948);
- Орден Ленина (1948).